# Alder Creek (California)
Alder Creek es un área no incorporada ubicada en el condado de Sacramento en el estado estadounidense de California.

## Geografía
Alder Creek se encuentra ubicada en las coordenadas 38°38′5″N 121°12′6″O / 38.63472, -121.20167.